# Henry Bogdan
Henry Bogdan (nacido el 4 de febrero de 1961 en Riverside, California), es un músico estadounidense. Es conocido mayoritariamente por ser el bajista y uno de los miembros fundadores de la banda de metal alternativo estadounidense helmet. Tocó el bajo en todos los álbumes de la banda hasta 1997, incluyendo Strap It On, Meantime, Betty y Aftertaste. 
Después de la ruptura de la banda en 1998, aunque Bogdan siguió en la escena musical, se alejó del rock/metal, enfocándose en guitarras pedal steel y lap steel. Bogdan ha tocado en como músico de sesión para diversas bandas y artistas, incluyendo la canción "Ramblin' Man" con Hank Williams III para el álbum de The Melvins The Crybaby. También ha trabajado con The Moonlighters, una banda de Hawái. Bodgan también colaboró tocando guitarra lap steel en varias canciones de Bahamut, álbum debut de Hazmat Modine. Actualmente toca con la banda Midnight Serenaders.